# Zdeněk Procházka
Zdeněk Procházka (12 gennaio 1928 – 24 settembre 2016) è stato un calciatore cecoslovacco dal 1993 ceco, di ruolo attaccante.

## Palmarès

### Club

#### Competizioni nazionali
- Campionato cecoslovacco: 1

Spartak Praga Sokolovo: 1954

## Statistiche

### Cronologia presenze e reti in nazionale
| Cronologia completa delle presenze e delle reti in nazionale ― Cecoslovacchia | Cronologia completa delle presenze e delle reti in nazionale ― Cecoslovacchia | Cronologia completa delle presenze e delle reti in nazionale ― Cecoslovacchia | Cronologia completa delle presenze e delle reti in nazionale ― Cecoslovacchia | Cronologia completa delle presenze e delle reti in nazionale ― Cecoslovacchia | Cronologia completa delle presenze e delle reti in nazionale ― Cecoslovacchia | Cronologia completa delle presenze e delle reti in nazionale ― Cecoslovacchia | Cronologia completa delle presenze e delle reti in nazionale ― Cecoslovacchia |
| Data                                                                          | Città                                                                         | In casa                                                                       | Risultato                                                                     | Ospiti                                                                        | Competizione                                                                  | Reti                                                                          | Note                                                                          |
| ----------------------------------------------------------------------------- | ----------------------------------------------------------------------------- | ----------------------------------------------------------------------------- | ----------------------------------------------------------------------------- | ----------------------------------------------------------------------------- | ----------------------------------------------------------------------------- | ----------------------------------------------------------------------------- | ----------------------------------------------------------------------------- |
| 13/12/1953                                                                    | Genova                                                                        | Italia                                                                        | 3 – 0                                                                         | Cecoslovacchia                                                                | Coppa Internazionale                                                          | -                                                                             |                                                                               |
| 24/10/1954                                                                    | Budapest                                                                      | Ungheria                                                                      | 4 – 1                                                                         | Cecoslovacchia                                                                | Amichevole                                                                    | -                                                                             |                                                                               |
| 27/03/1955                                                                    | Brno                                                                          | Cecoslovacchia                                                                | 3 – 2                                                                         | Austria                                                                       | Coppa Internazionale                                                          | 1                                                                             |                                                                               |
| 25/09/1955                                                                    | Praga                                                                         | Cecoslovacchia                                                                | 5 – 2                                                                         | Belgio                                                                        | Amichevole                                                                    | -                                                                             |                                                                               |
| 02/10/1955                                                                    | Praga                                                                         | Cecoslovacchia                                                                | 1 – 3                                                                         | Ungheria                                                                      | Coppa Internazionale                                                          | -                                                                             |                                                                               |
| 13/11/1955                                                                    | Sofia                                                                         | Bulgaria                                                                      | 3 – 0                                                                         | Cecoslovacchia                                                                | Amichevole                                                                    | -                                                                             |                                                                               |
| 26/08/1956                                                                    | Santiago del Cile                                                             | Cile                                                                          | 3 – 0                                                                         | Cecoslovacchia                                                                | Amichevole                                                                    | -                                                                             |                                                                               |
| 16/06/1957                                                                    | Brno                                                                          | Cecoslovacchia                                                                | 3 – 1                                                                         | Germania Est                                                                  | Qual. Mondiali 1958                                                           | -                                                                             |                                                                               |
| Totale                                                                        |                                                                               | Presenze                                                                      | 8                                                                             |                                                                               | Reti                                                                          | 1                                                                             |                                                                               |